# Sune Blomqvist
Sune Blomqvist, född 22 maj 1941, svensk före detta släggkastare och även viktkastare.
Han tävlade för Kvarnsvedens GoIF samt Västerås IK.

## Främsta meriter
Blomqvist hade det svenska rekordet i slägga från 1971 till 1980.
Han vann sju SM i slägga åren 1969-1976.

## Karriär
Sune Blomqvist vann sitt första svenska mästerskap 1969, med resultatet 64,00.
Den 17 juni 1971 tog Blomqvist över det Birger Asplunds svenska rekord från 1964 (66,37) genom att i Helsingborg kasta 66,56. Den 29 juli ökade han på till 67,44. Han vann även i SM detta år, med 64,92.
Guldmedaljen i slägga vid 1972 års SM hamnade i Blomqvists knä, efter ett kast på 64,28.
År 1973 satte Blomqvist svenskt rekord tre gånger; den 21 augusti kastade han 67,58 i Västerås; den 1 september ökade han på till 68,00 i Stockholm; och den 4 september åstadkom han 68,16, åter i Västerås. Han tog även SM, med 65,06.
Även 1975 förbättrade han sitt svenska rekord i slägga två gånger. Han började den 27 juni i Västerås med 68,62 och fortsatte den 2 augusti i Stockholm med 68,68. SM vanns med resultatet 67,84.
Den 17 juni 1976 satte Blomqvist sitt sista svenska rekord i Västerås med resultatet 69,54. Rekordet slogs 1980 av Thommie Sjöholm. Han vann SM för sista gången detta år, med 66,28.

### Övrigt
Blomqvist har även tävlat i spjut (68,70 som bäst), diskus (46,70) och kulstötning (15,15).
Han blev 1972 utsedd till Stor grabb nummer 281 i friidrott. 
Blomqvist satte nordiskt rekord i viktkastning med 21,39.